# 이마루오카 아츠시

이마루오카 아츠시(일본어: 伊丸岡 篤 いまるおか あつし[*], 1972년 5월 23일 ~ )는 일본의 성우이다. 군마현 이세사키시 출신. 마우스 프로모션 소속.

## 출연 작품

### TV 애니메이션
2001년
- 행복장의 오코죠상(하세가와, 탓친)

2003년
- 은하철도 이야기(호세 안토니오 발디비아)

2005년
- 바질리스크~코우가인법첩~(지무시 쥬우베)

2006년
- 두근두근 메모리얼 Only Love(키노사키 후미히코)
- 수퍼 멍멍이 레츠고 테피(존)

2007년
- 지구로(힐먼)
- 바카노!(댈러스 제노아드)
- 세토의 신부(나가스미의 아버지)

2009년
- 페어리 테일(코브라)

2010년
- 전설의 용자의 전설(크라우 크롬)

2011년
- 마켄키!(타가야시 겐)

2017년
- 키라키라☆프리큐어 아라모드 - 홋토

### OVA
2006년
- 마리아님이 보고 계셔 3rd Season(사와무라 겐스케)